# Dave Donaldson
Dave L. Donaldson (* 4. Juni 1978) ist ein britisch-kanadischer Wirtschaftswissenschaftler.

## Werdegang, Forschung und Lehre
Donaldson studierte zwischen 1997 und 2001 Physik an der University of Oxford, die er mit dem akademischen Grad eines Masters verließ. Anschließend wechselte er an die London School of Economics and Political Science, an der er 2003 als Master of Science in Wirtschaftswissenschaft abschloss. 2009 graduierte er von der Hochschule als Ph.D. in Wirtschaftswissenschaft.
Nach Abschluss seines Studiums ging Donaldson als Assistant Professor ans Massachusetts Institute of Technology nach Boston. Ab 2013 war er als Associate Professor am MIT, ab dem folgenden Jahr an der Stanford University tätig. 2017 folgte er einem Ruf des MIT zum ordentlichen Professor. Zudem visitierte er unter anderem an der Harvard University und der Humboldt-Universität zu Berlin.
Donaldson wurde mehrfach für seine Arbeiten ausgezeichnet. 2017 erhielt er die John Bates Clark Medal der American Economic Association, im selben Jahr wurde er Fellow der Econometric Society. 2020 wurde Donaldson in die American Academy of Arts and Sciences gewählt.
Donaldson setzt sich in seiner Arbeit mit verschiedenen Aspekten der Makroökonomie auseinander, dabei gilt sein Augenmerk unter anderem der Wohlfahrtssteigerungen und wirtschaftlichem Wachstum durch internationalen Handel und der Abschaffung von Handelsbarrieren, der Verkehrswirtschaftslehre sowie ökonomischen Fragen des Klimawandels und der Absicherung von Hungerrisiken und Nahrungsabsicherung.